# Lüpertzender Straße 16/18 (Mönchengladbach)

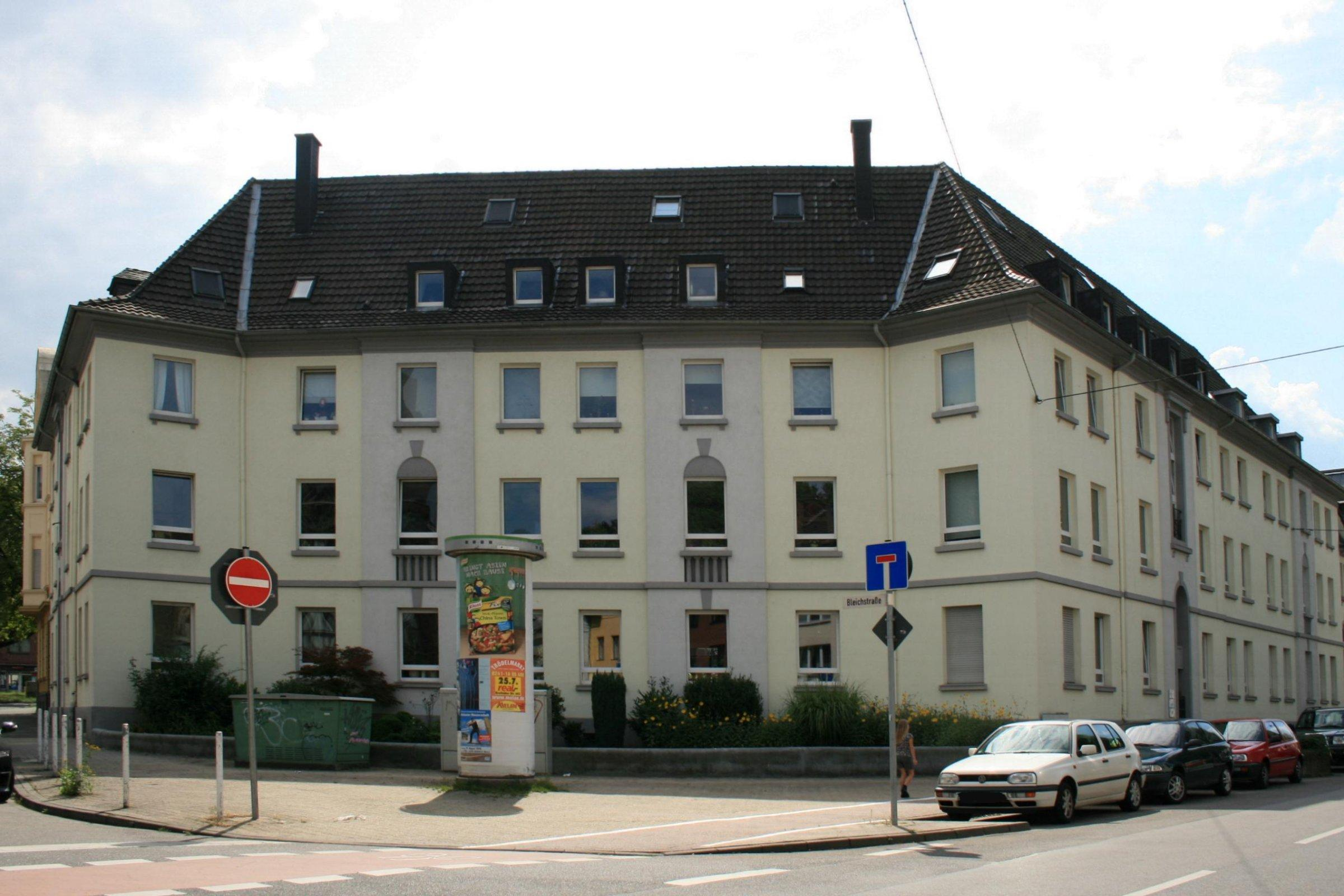
Bleichstraße 8 (vier linke Fensterachsen) und Lüpertzender Straße 16/18 (rechts)

Das Wohnhaus Lüpertzender Straße 16/18 befindet sich in Mönchengladbach (Nordrhein-Westfalen) im Süden des Stadtteils Gladbach.
Das Gebäude wurde 1924 erbaut. Es wurde unter Nr. L 044 am 30. Oktober 2001 in die Denkmalliste der Stadt Mönchengladbach eingetragen.

## Lage
Das Objekt ist Teil eines die Straßenecke Lüpertzender Straße/Bleichstraße markant umfassenden Eckkomplexes, zu dem auch das Gebäude Bleichstraße 8 gehört, am Fuße des historischen Stadtkerns (Abteiberg) in Nähe des Geroweihers.

## Architektur
Das dreigeschossige Wohnhaus unter Satteldach steht in markanter Straßenecklage. Der Außenputz ist im Erdgeschoss vereinfachend unter Wegfall horizontaler Putzstreifen umgestaltet worden. Die Fenster wurden unpassend in Kunststoff, im Erd- und ersten Obergeschoss mit Unterlichtern, erneuert. Die Fensteröffnungen sind durch Putzrahmungen gefasst, die Treppenhausfenster durch umlaufende Putzrahmungen mit Fenstergittern betont.
Im Innern ist das Objekt komplett original erhalten. Neben den Treppenhäusern mit hexagonalen roten Fußbodenfliesen, Terrazzostufen und den Treppenläufen mit gedrechselten Holzgeländern und geschnitzten Antrittpfosten sind sämtliche Wohnungsabschlusstüren und Wohnungsinnentüren original erhalten.
Ebenfalls unverändert erhalten sind die Grundrissdispositionen der Wohnungen. In Wohn- und Schlafzimmern sind die Decken durch schmale, aber hohe, sich in den Raumecken rechtwinklig durchdringende Unterzüge bzw. durch Unterzüge, die die historische Form der rheinischen Lehmbalkendecke (Kölner Decke) zitieren, geprägt.